# Steve Shehan
Steve Shehan (nacido el 18 de enero de 1957 en Fort Eustis, Virginia) es un percusionista y compositor de música franco-estadounidense.

## Primeros años
Steve Shehan nació en los Estados Unidos de un padre estadounidense (Cheroqui) y una madre francesa.

## Discografía
Steve Shehan ha colaborado con muchos artistas de todo el mundo, como Othmane Bali. Es miembro del grupo Hadouk Trío junto con Didier Malherbe y Loy Ehrlich.
Los instrumentos de percusión que utiliza son: el yembé, la conga, el udu,la mbira, el tambor de copa y el hang.